# Paulina Paszek
Paulina Paszek (* 26. Oktober 1997 in Czechowice-Dziedzice, Polen) ist eine deutsche und ehemalige polnische Kanutin, die für den Hannoverscher Kanu-Club von 1921 startet. 2020 zog sie nach Deutschland und tritt seit 2021 für Deutschland an.

## Erfolge (Polen)
Paulina Paszek war seit 2013 als Kanutin in Polen aktiv. Sie ist Silber- und Bronzemedaillengewinnerin bei Weltmeisterschaften, Europameisterin und mehrfache Medaillengewinnerin bei Europa- und Juniorenweltmeisterschaften. Bei den Europameisterschaften 2018 in Belgrad errang sie mit Justyna Iskrzycka die Goldmedaille im K2 1000 Meter. Bei den Weltmeisterschaften 2018 in Montemor-o-Velho gewannen die beiden die Silbermedaille über diese Strecke.

## Erfolge (Deutschland)
Bei den Weltmeisterschaften 2021 in Kopenhagen erreichte sie den 7. Platz im K1 500 Meter, den 7. Platz im K1 5000 Meter und den 8. Platz im K2 Mixed 200 Meter. Bei den Deutschen Meisterschaften 2021 holte sie Gold im Kajak-Einer-Sprint. Bei den European Championships 2022 in München gewann sie zusammen mit Jule Hake die Bronzemedaille im K2 500 Meter.
2023 sicherte sich Paszek mit Jule Hake bei den Weltmeisterschaften in Duisburg im Zweier-Kajak über 200 Meter die Silber- und über 500 Meter die Bronzemedaille.
Bei den Olympischen Spielen 2024 in Paris gewann sie gemeinsam mit Jule Hake, Pauline Jagsch und Sarah Brüßler die Silbermedaille im Vierer-Kajak und mit Jule Hake die Bronzemedaille im Zweier-Kajak.

## Auszeichnungen
- 2022, 2023: Niedersachsens Sportlerin des Jahres
- 2024  Für den Medaillengewinn bei den Olympischen Sommerspielen in Paris wurde sie am 4. November 2024 vom Bundespräsidenten Frank-Walter Steinmeier, zusammen mit ihren Kanuteamkolleginnen des deutschen Viererkanus,   mit dem Silbernen Lorbeerblatt ausgezeichnet.[9]